# Liste von Söhnen und Töchtern der Stadt Nancy
Die folgende Liste enthält in Nancy geborene Persönlichkeiten, chronologisch aufgelistet nach dem Geburtsjahr. Die Liste erhebt keinen Anspruch auf Vollständigkeit.

## Bis 1700
- Johann II. (1425–1470), Adeliger
- Jolande (1428–1483), Adelige
- Nikolaus I. (1448–1473), Adeliger
- Franz I. (1517–1545), Adeliger
- Karl III. (1543–1608), Adeliger
- Renata von Lothringen (1544–1602), Tochter des Herzogs Franz I. von Lothringen
- Philippe-Emmanuel de Lorraine, duc de Mercœur (1558–1602), Heerführer der Hugenottenkriege
- Heinrich II. (1563–1624), Adeliger
- Karl von Lothringen (1567–1607), katholischer Bischof und Kardinal
- Franz II. (1572–1632), Adeliger
- Éric de Lorraine-Vaudémont (1576–1623), Bischof von Verdun
- Jean Le Clerc (1586–1633), Maler des Barock
- Joanna Chlebowska-Krause (1590–1661), Kupferstecher und Drucker
- Jacques Callot (1592–1635), Zeichner, Graphiker, Kupferstecher und Radierer
- Karl IV. (1604–1675), Adeliger
- François Collignon (1610–1687), Zeichner, Radierer, Kupferstecher und Verleger
- Louis Maimbourg (1610–1686), Kleriker und Historiker
- Henriette von Lothringen (1611–1660), Adelige
- Claude Callot (1620–1687), Maler in polnischen Diensten
- Israël Silvestre (1621–1691), Maler und Kupferstecher
- François Spierre (1639–1681), Maler und Kupferstecher
- Jacob-Sigisbert Adam (1670–1747), Bildhauer
- Françoise de Graffigny (1695–1758), Schriftstellerin und Salonnière der Aufklärung
- Lambert-Sigisbert Adam (1700–1759), Bildhauer

## 1701 bis 1800
- Emmanuel Héré (1705–1763), Architekt
- Plaicard de Raigecourt (1708–1783), römisch-katholischer Geistlicher; Bischof von Aire
- Franz I. Stephan (1708–1765), Adeliger
- François Gaspard Adam (1710–1761), Bildhauer
- Jean-François de Saint-Lambert (1716–1803), Militär, Dichter, Philosoph und Autor
- Jean-Charles François (1717–1769), Kupferstecher und Radierer
- Étienne-François de Choiseul (1719–1785), Adeliger
- Anne-Catherine de Ligniville Helvétius (1722–1800), Salonnière der Aufklärung
- Alexis-Nicolas Pérignon (1725–1782), Königlicher Maler und Zeichner
- Richard Mique (1728–1794), Architekt
- Charles Palissot de Montenoy (1730–1814), Dramatiker
- Ludwig von Bréchainville (1733–1799), österreichischer Feldmarschalleutnant
- Joseph Ducreux (1735–1802), Porträtmaler
- Johann Eduard von Ruttant (1737–1794), Generalmajor sowie Ritter des Maria-Theresia-Ordens
- Clodion (1738–1814), Bildhauer
- Berr-Isaak Berr (1744–1828), Vorkämpfer der Judenemanzipation in Frankreich
- Jacques-Alexis Jacquemin (1750–1832), römisch-katholischer Geistlicher und Bischof von Saint-Dié
- Pierre Gardel (1758–1840), Tänzer und Choreograf
- François-Benoît Hoffman (1760–1828), Dramatiker, Librettist und Journalist
- Dominik Constantin zu Löwenstein-Wertheim-Rochefort (1762–1814), Fürstregent
- Jean-Baptiste Isabey (1767–1855), Maler
- Joseph Gergonne (1771–1859), Mathematiker
- Jean Charles François de Ladoucette (1772–1848), Politiker und Schriftsteller
- Joseph Léopold Sigisbert Hugo (1773–1828), General, Autor und Vater von Victor Hugo
- René Charles Guilbert de Pixérécourt (1773–1844), Theaterautor und Regisseur
- Antoine Drouot (1774–1847), Militär
- Alexis de Garaudé (1779–1852), Komponist und Musikpädagoge
- Michel Berr (1781–1843), Jurist und Publizist
- Élise Voïart (1786–1866), Schriftstellerin
- Hubert Félix Soyer-Willemet (1791–1867), Bibliothekar und Botaniker
- Gérard Paul Deshayes (1795–1875), Paläontologe und Konchologe
- Michel Goudchaux (1797–1862), Journalist und Staatsmann
- Jacques Christophe Werner (1798–1856), Maler

## 1801 bis 1900
- Josef Rudolf Lewy (1802–1881), Musiker und Komponist
- Édouard Goguel (1811–1889), elsässischer Autor, Gymnasialdirektor und Politiker
- Charles Toussaint (1813–1877), Sprachlehrer
- Edmond und Jules de Goncourt (1822–1896), Schriftsteller
- Édouard Sommer (1822–1866), Altphilologe, Romanist, Übersetzer und Lexikograf
- Gaston Hardouin Andlau (1824–1894), General
- Joseph Charlot (1827–1871), Komponist
- Jules Duvaux (1827–1902), Politiker
- Édouard Moyse (1827–1908), Genre- und Historienmaler, Porträtist, Graveur und Illustrator
- Charles Welche (1828–1902), Politiker
- Paul Barbe (1836–1890), Politiker und Industrieller
- Louis-Émile Bertin (1840–1924), Wissenschaftler, Schiffbauingenieur und Erfinder
- Eugène Gigout (1844–1925), Organist und Komponist
- Émile Gallé (1846–1904), Designer und Kunsthandwerker
- Méry Laurent (1849–1900), Künstler
- Hubert Lyautey (1854–1934), Marschall von Frankreich
- Henri Poincaré (1854–1912), Mathematiker, theoretischer Physiker und Philosoph
- George Viau (1855–1939), Zahnarzt, Kunstsammler und Mäzen
- Marcelle Lender (1862–1926), Schauspielerin
- Paul Crampel (1864–1891), Afrikaforscher
- André Spire (1868–1966), Dichter, Schriftsteller und Zionist
- Henri Royer (1869–1938), Maler
- Charles Dalmorès (1871–1939), Sänger
- Gustav von Bartenwerffer (1872–1947), Offizier und Politiker
- Charles Joseph Eugène Ruch (1873–1945), Bischof von Nancy und von Straßburg
- Lucien Febvre (1878–1956), Historiker
- Gérard Hekking (1879–1942), Cellist und Cellolehrer
- Eugène Tisserant (1884–1972), Kardinaldekan der katholischen Kirche
- Jacques Majorelle (1886–1962), Maler
- Paul Colin (1892–1985), Gebrauchsgrafiker, Dekorateur und Maler
- Dom Paul Benoît (1893–1979), Komponist

## 1901 bis 1950
- Roger Grégoire (1903–1982), Radrennfahrer
- Henri Cartan (1904–2008), Mathematiker
- René Lemoine (1905–1995), Fechter
- Pierre Benoit (1906–1987), Dominikaner und Neutestamentler
- Pierre Schaeffer (1910–1995), Komponist und Schriftsteller
- Olga Wormser-Migot (1912–2002), Historikerin
- Hélène Parmelin (1915–1998), Journalistin und Schriftstellerin
- Bruno Condé (1920–2004), Höhlenforscher und Zoologe
- François Jacob (1920–2013), Mediziner, Physiologe und Genetiker
- Georges Marchal (1920–1997), Schauspieler
- Claude Carliez (1925–2015), Stuntman und Schauspieler
- Maurice Fréchard (1928–2023), Ordensgeistlicher und römisch-katholischer Erzbischof von Auch
- Jean-Marie Drot (1929–2015), Schriftsteller und Filmregisseur
- Henri Greder (1930–2012), Autorennfahrer
- Pierre Rabischong (1932–2025), Neuroanatom
- Jacques Jouanna (* 1935), Gräzist und Medizinhistoriker
- Philippe Rondot (1936–2017), General
- Marion Créhange (1937–2022), Informatikerin und Professorin
- Pierre Raffin (1938–2024), Bischof von Metz
- Claudine Coster (* 1939), Schauspielerin
- François Bizot (* 1940), Philologe
- Pierre-Luc Séguillon (1940–2010), Journalist
- Simone Pheulpin (* 1941), Textilkünstlerin
- Monique Troedel (* 1946), Politikerin
- Michel Waldschmidt (* 1946), Mathematiker
- Gérard Condé (* 1947), Komponist, Musikkritiker und -wissenschaftler
- Francis Connesson (* 1948), Karambolagespieler und mehrfacher Welt- und Europameister
- Jean-Louis Schlesser (* 1948), Allround-Automobilrennfahrer

## Ab 1951
- Nicolas Philibert (* 1951), Filmregisseur, Drehbuchautor und Kameramann
- Philippe Alexandre (* 1953), Historiker und Germanist
- Dominique Bilde (* 1953), Politikerin
- Dominique Delestre (* 1955), Autorennfahrer
- Pascal Dusapin (* 1955), Komponist
- Olivier Rouyer (* 1955), Fußballspieler und -trainer
- François Chérèque (1956–2017), Gewerkschaftsfunktionär
- Bruno Delbonnel (* 1957), Kameramann und Filmregisseur
- Christian Burrus (* 1959), Industrieller
- Rachid Maâtar (* 1959), Fußballspieler und -trainer
- Pascal Thiébaut (* 1959), Mittel- und Langstreckenläufer
- Alexandra Schwartzbrod (* 1960), Journalistin und Schriftstellerin
- Nadine Morano (* 1963), Politikerin
- Valérie Lang (1966–2013), Schauspielerin
- Thomas Schäfer (* 1967), deutscher Politiker
- Virginie Despentes (* 1969), Schriftstellerin und Feministin
- Yaël Braun-Pivet (* 1970), Politikerin, Ministerin
- Pierre Thilloy (* 1970), Komponist
- Hélène Gestern (* 1971), Schriftstellerin und Literaturdozentin
- Bruno Valentin (* 1972), römisch-katholischer Geistlicher, Bischof von Carcassonne-Narbonne
- Frédéric Roux (* 1973), Fußballtorhüter
- Vincent Hognon (* 1974), Fußballspieler
- Tony Vairelles (* 1973), Fußballspieler
- Olivier Gérard (* 1973), Komponist und Gitarrist
- Arnaud Vincent (* 1974), Motorradrennfahrer
- Gaston Curbelo (* 1976), Fußballspieler
- Pierre Deladonchamps (* 1978), Schauspieler
- Najoua Belyzel (* 1981), Sängerin
- Matthieu Delpierre (* 1981), Fußballspieler
- Ismaël Bouzid (* 1983), Fußballspieler
- Michaël Chrétien (* 1984), Fußballspieler
- Pierre Desassis (* 1984), Saxophonist
- Benjamin Choquert (* 1986), Leichtathlet und Duathlet
- Pierre Person (* 1989), Politiker
- Maxime Thiercy (* 1994), Volleyball- und Beachvolleyballspieler
- Marie-Hélène Sajka (* 1997), Handballspielerin
- Lisa Barbelin (* 2000), Bogenschützin
- Hakim Guenouche (* 2000), Fußballspieler
- Neil El Aynaoui (* 2001), marokkanisch-französischer Fußballspieler
- Lisa Kiefer (* 2002), deutsche Basketballspielerin